# Anthopleura asiatica
Anthopleura asiatica is een zeeanemonensoort uit de familie van de Actiniidae. De wetenschappelijke naam van de soort is voor het eerst geldig gepubliceerd in 1958 door Uchida & Muramatsu.